# 五月山公園
五月山公園（さつきやまこうえん、英: Satsukiyama Park）は、大阪府池田市にある都市公園（都市緑地）である。五月山緑地とも。池田市が管理・運営している。

## 概要
五月山（標高315.1メートル）の山麓から中腹にかけて広がっている。池田市が1949年（昭和24年）から公園として整備。公園内には五月山動物園や、都市緑化植物園などがある。
ハイキングコース、展望台などが整備されている。5つある展望台からは、大阪平野が一望できる。山頂付近の標高314.9メートルの地点にある日の丸展望台は、1964年（昭和39年）に建造されたものである。
サクラやツツジ、紅葉の名所としても知られ、大阪みどりの百選にも選ばれている。
都市計画緑地である。面積は68.65ヘクタールであり、綾羽二丁目、五月丘五丁目、新町、城山町、木部町にまたがる。1963年（昭和38年）5月5日、童謡「鳩ぽっぽ」の歌碑が完成される。これは、童謡作詞家の東くめを称える記念碑である。2014年（平成26年）3月、五月山ふれあい動物園（森のパレット）が開園される。

## 近隣施設
- 池田城跡公園
- 逸翁美術館
- 池田文庫
- 伊居太神社
- 呉服神社
- 大広寺